# Khampheng Boupha
Khampheng Boupha   (1923 - 2011) és una política laosiana i antiga membre del Comitè Central del Partit Popular Revolucionari de Laos.

## Joventut
Khampheng Boupha va néixer a la ciutat de Luang Prabang el 15 de gener de 1923 i va fer els seus estudis en aquella ciutat.

## Carrera professional
Khampheng va començar la seva carrera com a professora i més tard va començar a treballar com a traductora. Durant el 1946-1949, es va quedar a Tailàndia amb el seu marit, membre del govern de Lao Issara (Laos Lliure). Però un any després,tots dos es van unir al Front de Laos Lliure. Va guanyar les eleccions suplementàries de maig de 1958 de Luang Prabang i es va convertir en membre de l'Assemblea Nacional de Laos. Va ser durant aquest temps que la parella Boupha va participar activament amb el moviment comunista Pathet Lao en Vietnam.
El 1979, Khampheng es va convertir en membre del recentment format comitè permanent del Front Lao per a la Construcció Nacional i tres anys més tard va ser elegit membre del Comitè Central del Partit Popular Revolucionari de Laos. A causa de problemes de salut, no es va presentar a la reelecció. També ha estat presidenta de la Unió de Dones de Laos i secretària d'Estat d'Afers Rurals.

## Vida personal
El 1943, Khampheng es va casar amb Khamphay Boupha.